# Impacto ambiental do concreto
O impacto ambiental do concreto, sua fabricação e aplicações são complexos, impulsionados em parte pelos impactos diretos da construção e infraestrutura, bem como pelas emissões de CO 2 ; entre 4-8% do total das emissões globais de CO 2 vêm do concreto. Muitos dependem das circunstâncias. Um componente importante é o cimento, que tem seus próprios impactos ambientais e sociais e contribui amplamente para os do concreto.
A indústria cimenteira é uma das principais produtoras de dióxido de carbono, um potente gás de efeito estufa . Considerada uma atividade intensiva na emissão de gases de efeito estufa, a indústria cimenteira responde, globalmente, por cerca de 7% de todo o gás carbônico emitido pelo homem. O concreto causa danos à camada mais fértil da terra, o solo superficial . Na construção, o concreto é usado para criar superfícies duras que contribuem para o escoamento superficial que pode causar erosão do solo, poluição da água e inundações . Por outro lado, o concreto é uma das ferramentas mais poderosas para o controle adequado de inundações, por meio de represamento, desvio e desvio de águas de inundação, fluxos de lama e similares. O concreto de cor clara pode reduzir o efeito de ilha de calor urbana, devido ao seu albedo mais elevado. No entanto, é comprovado que o uso de vegetação original nas áreas resulta em um benefício ainda maior que a solução do concreto. A poeira de concreto liberada pela demolição de edifícios e desastres naturais pode ser uma fonte importante de poluição do ar perigosa. A presença de algumas substâncias no concreto, incluindo aditivos úteis e indesejados, pode causar problemas de saúde devido à toxicidade e radioatividade (geralmente de ocorrência natural). O concreto úmido é altamente alcalino e sempre deve ser manuseado com equipamento de proteção adequado. A reciclagem de concreto está aumentando em resposta à melhoria da consciência ambiental, legislação e considerações econômicas. Por outro lado, o uso de concreto pode mitigar o uso de materiais de construção alternativos, como a madeira, que é uma forma natural de sequestro de carbono e ameaça a florestas naturais. Essa informação é de alto impacto ambiental globalmente, pois o concreto usado na construção de casas, pontes, avenidas e obras em geral é o segundo produto mais consumido no mundo, atrás apenas da água.

## Emissões de dióxido de carbono e mudanças climáticas
A indústria cimenteira é uma das duas maiores produtoras de dióxido de carbono (CO 2 ), gerando até 5% das emissões antrópicas mundiais desse gás, sendo 50% provenientes do processo químico e 40% da queima de combustível. O CO  produzido para a fabricação de concreto estrutural (usando ~ 14% de cimento) é estimado em 410 kg/ m3 (~180 kg/tonelada @ densidade de 2,3 g/cm 3 ) (reduzido para 290 kg/m 3 com 30% de cinzas volantes em substituição ao cimento). A emissão de CO 2 na produção do concreto é diretamente proporcional ao teor de cimento utilizado na mistura do concreto; 900 kg de CO 2 são emitidos para a fabricação de cada tonelada de cimento, respondendo por 88% das emissões associadas à mistura média de concreto. A fabricação de cimento contribui com gases de efeito estufa diretamente através da produção de dióxido de carbono quando o carbonato de cálcio é decomposto termicamente, produzindo cal e dióxido de carbono, e também através do uso de energia, particularmente da combustão de combustíveis fósseis .
Uma área do ciclo de vida do concreto digna de nota é o fato de que o concreto tem uma energia incorporada muito baixa por unidade de massa. Isso se deve principalmente ao fato de que os materiais usados na construção de concreto, como agregados, pozolanas e água, são relativamente abundantes e muitas vezes podem ser extraídos de fontes locais. Isso significa que o transporte responde por apenas 7% da energia incorporada do concreto, enquanto a produção de cimento responde por 70%. Com uma energia incorporada total de 1,69 GJ/tonelada, o concreto tem uma energia incorporada mais baixa por unidade de massa do que a maioria dos materiais de construção comuns além da madeira. No entanto, as estruturas de concreto possuem massa elevada, portanto essa comparação nem sempre é diretamente relevante para a tomada de decisão. Vale a pena notar que este valor é baseado em proporções de mistura para concreto de não mais que 20% de cinzas volantes. Estima-se que a substituição de um por cento do cimento por cinza volante represente uma redução de 0,7% no consumo de energia . Com algumas misturas propostas contendo até 80% de cinzas volantes, isso representaria uma economia considerável de energia.
Um relatório de 2022 do Boston Consulting Group descobriu que os investimentos no desenvolvimento de formas mais ecológicas de cimento levam a maiores reduções de gases de efeito estufa em comparação com os investimentos em eletricidade e aviação.

## Mitigação

#### Produção e uso de cimento
Uma das razões pelas quais as emissões de carbono são tão altas é porque o cimento precisa ser aquecido a temperaturas muito altas para que o clínquer se forme. Um dos principais culpados disso é alita (Ca 3 SiO 5 ), um mineral no concreto que cura horas após o vazamento e, portanto, é responsável por grande parte de sua resistência inicial. No entanto, alite também deve ser aquecida a 1.500 °C no processo de formação do clínquer. Algumas pesquisas sugerem que a alita pode ser substituída por um mineral diferente, como a belita (Ca 2 SiO 4 ). Belite também é um mineral já utilizado em concreto. Tem uma temperatura de torrefação de 1.200 °C, que é significativamente inferior ao da alita. Além disso, belite é realmente mais forte quando o concreto cura. Porém, a belite leva dias ou meses para endurecer completamente, o que deixa o concreto fraco por mais tempo. A pesquisa atual está focada em encontrar possíveis aditivos de impurezas, como o magnésio, que podem acelerar o processo de cura. Também vale a pena considerar que a belite gasta mais energia para moer, o que pode tornar sua vida útil de impacto semelhante ou até maior que a alite.
Outra abordagem tem sido a substituição parcial do clínquer convencional por alternativas como cinza volante, cinza residual e escória, todos subprodutos de outras indústrias que, de outra forma, acabariam em aterros sanitários . As cinzas volantes e as cinzas pesadas vêm de usinas termelétricas, enquanto a escória é um resíduo dos altos-fornos da indústria siderúrgica. Esses materiais estão lentamente ganhando popularidade como aditivos, especialmente porque podem potencialmente aumentar a resistência, diminuir a densidade e prolongar a durabilidade do concreto.
O principal obstáculo para uma implementação mais ampla de cinza volante e escória pode ser em grande parte devido ao risco de construção com novas tecnologias que não foram expostas a longos testes de campo. Até que um imposto sobre o carbono seja implementado, as empresas não estão dispostas a arriscar novas receitas de mistura de concreto, mesmo que isso reduza as emissões de carbono. No entanto, existem alguns exemplos de concreto "verde" e sua implementação. Um exemplo é uma empresa de concreto chamada Ceratech que começou a fabricar concreto com 95% de cinzas volantes e 5% de aditivos líquidos. Outra é a ponte I-35W Saint Anthony Falls, que foi construída com uma nova mistura de concreto que incluía diferentes composições de cimento Portland, cinzas volantes e escória, dependendo da parte da ponte e dos requisitos de propriedades do material.
Além disso, a produção de concreto requer grandes quantidades de água, e a produção global é responsável por quase um décimo do uso industrial mundial de água. Isso equivale a 1,7 por cento da retirada total de água global. Um estudo publicado na Nature Sustainability em 2018 prevê que a produção de concreto aumentará no futuro a pressão sobre os recursos hídricos em regiões suscetíveis a condições de seca: "Em 2050, 75% da demanda de água para produção de concreto provavelmente ocorrerá em regiões que são esperadas sofrer estresse hídrico."

#### Concreto de carbono
A carbonatação no concreto é a formação de carbonato de cálcio (CaCO 3 ) por reação química. A velocidade da carbonatação depende principalmente da porosidade do concreto e do teor de umidade. A carbonatação nos poros do concreto ocorre apenas a uma umidade relativa (UR) de 40-90%, quando a UR é superior a 90%, o dióxido de carbono não pode entrar nos poros do concreto e também quando a UR é inferior a 40%, CO  não pode ser dissolvido na água

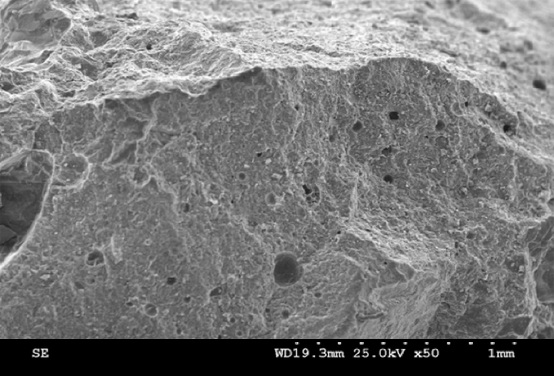
Estruturas de poros em concreto fresco e concreto com ar incorporado

O concreto pode ser submetido em sua maior parte a dois tipos de carbonatação: carbonatação por intemperismo e carbonatação precoce.
A carbonatação por intemperismo ocorre no concreto quando os compostos de cálcio reagem com o dióxido de carbono CO da atmosfera e da água nos poros do concreto. Primeiro, através do intemperismo químico, CO reage com a água nos poros do concreto para formar ácido carbônico.
O ácido carbônico reage então com o carbonato de cálcio. Terceiro Uma vez que o hidróxido de cálcio (Ca(OH) 2 ) tenha carbonatado, o principal componente do gel de hidrato de silicato de cálcio do cimento (também mostrado como CSH) pode ser descalcificado, permitindo que o CaO liberado carbonate.

A carbonatação de idade precoce é quando introduzimos CO  nos estágios iniciais do concreto pré-misturado fresco ou na cura inicial, pode ser natural por meio da exposição ou acelerada pelo aumento da ingestão direta de CO  . O dióxido de carbono gasoso é convertido em carbonatos sólidos e pode ser permanentemente armazenado em concreto para redução de emissões, a reação geral de CO 2 e hidrato de silicato de cálcio no cimento foi descrita em 1974.
Uma empresa canadense patenteou e comercializou uma nova tecnologia que usa o tipo de carbonatação precoce para sequestrar CO  . Isso é obtido pela injeção direta de dióxido de carbono líquido reciclado de emissores industriais terceirizados no estágio de mistura úmida do concreto durante o processo de fabricação. Através de uma reação química CO  transforma-se em mineral, sequestrando o poluente de gases com efeito de estufa em infraestruturas de betão, edifícios, estradas, etc. durante longos períodos de tempo. Além disso, em um estudo publicado na revista Cleaner Production, os autores realizaram um modelo onde provaram que CO  melhorou a resistência à compressão do concreto e, como resultado, reduziu as emissões de CO , permitindo assim uma redução da carga de cimento e, ao mesmo tempo, tendo uma "redução de 4,6% na pegada de carbono"
Outro método proposto para capturar as emissões é absorver CO 2 no processo de cura, pelo uso de uma mistura (uma fase de silicato bicálcico) à medida que o concreto cura. A utilização de cinzas de carvão ou outro substituto adequado, poderia teoricamente ter emissões de CO 2 abaixo de 0 kg/m 3, comparado ao concreto de cimento portland a 400 kg/m 3 . O método mais eficaz de produção desse concreto seria usar o gás de exaustão de uma usina, onde uma câmara isolada poderia controlar a temperatura e a umidade.
O processo patenteado de fabricação de concreto começa com a ligação das partículas através da sinterização em fase líquida, também conhecida como densificação hidrotérmica em fase líquida (rHLPD). Uma solução misturada de 
H2O<br> 
H2O e CO  penetram nas partículas, em reação com as condições ambientais para criar uma ligação que cria o cimento de silicato de cálcio não hidráulico (CSC) de cal reduzida. Além disso, a diferença entre o concreto Portland tradicional e esses concretos de silicato de cálcio carbonatado (CSC-C) reside na reação final do processo de cura entre uma solução de água- CO  e uma família de silicato de cálcio: "A cura CSC-C é uma reação levemente exotérmica em que os silicatos de cálcio de baixo teor de cal no CSC reagem com dióxido de carbono na presença de água para produzir calcita (CaCO 3 ) e sílica (SiO
2
 ) como mostrado nas Reações II e III. [ verifique a sintaxe da citação ] II. CaO. SiO 2 + CO 2 → H 2 O CaCO 3 + SiO 2
A empresa italiana Italcementi projetou uma espécie de cimento que supostamente alivia a poluição do ar ao decompor os poluentes que entram em contato com o concreto, por meio do uso de dióxido de titânio que absorve a luz ultravioleta . Alguns especialistas ambientais, no entanto, permanecem céticos e se perguntam se o material especial pode 'comer' poluentes suficientes para torná-lo financeiramente viável. A Igreja do Jubileu em Roma foi construída com esse tipo de concreto.
Outro aspecto a considerar no concreto de carbono é a descamação da superfície devido às condições climáticas frias e à exposição ao sal de degelo e ao ciclo de congelamento e degelo ( descongelamento ). O concreto produzido por cura por carbonatação também apresenta desempenho superior quando sujeito a degradações físicas, por exemplo, danos por congelamento e degelo, principalmente devido ao efeito de densificação dos poros possibilitado pela precipitação de produtos de carbonatação
Alguns estudos associam a redução de CO 2 à produção de concreto, mas são escritos principalmente por autores associados à solução proposta ou à indústria do concreto. Isso deve dar a preocupação de que essas soluções sejam greenwashing . As emissões de CO 2 do concreto vêm do cimento na mistura, métodos para reduzir a quantidade de cimento são os únicos métodos comprovados para reduzir as emissões.

#### Fotocatálise para reduzir a poluição
O TiO 2, um material semicondutor que exibe comportamento fotocatalítico, tem sido usado para remover NOx da atmosfera. As espécies NO x, ou óxido de nitrogênio e dióxido de nitrogênio (x = 1 e 2, respectivamente), são gases atmosféricos que contribuem para a chuva ácida e a formação de smog, ambos resultantes da poluição urbana. Como a formação de NO x ocorre apenas em altas temperaturas, os óxidos de nitrogênio são normalmente produzidos como um subproduto da combustão de hidrocarbonetos . Além de contribuir para eventos de poluição urbana, o NO x também demonstrou causar uma ampla variedade de efeitos adversos à saúde e ao meio ambiente; esses efeitos incluem desencadear problemas respiratórios, reagir com outros produtos químicos atmosféricos para formar produtos nocivos, como ozônio, nitroarenos e radicais de nitrato, e contribuir para o efeito estufa. A Organização Mundial da Saúde (OMS) recomenda uma concentração máxima de NOx de 40ug/m 3 . Uma rota proposta para diminuir as concentrações de NO x, especialmente em ambientes urbanos, é usar um TiO 2 fotocatalítico misturado ao concreto para oxidar NO e NO 2 para formar nitrato. Na presença de luz, o TiO 2 gera elétrons e lacunas que permitem que o NO se oxide em NO 2 e NO 2 para formar HNO 3 por meio de um ataque radical hidroxila.

#### Células solares incorporadas
Células solares sensibilizadas com corantes embutidas no concreto foram propostas como um método para reduzir as pegadas de carbono e energia dos edifícios. O uso de células solares embutidas permite a geração de energia no local, que, quando combinada com baterias, forneceria energia constante ao longo do dia. A camada superior do concreto seria uma fina camada de células solares sensibilizadas com corante. Células solares sensibilizadas por corantes são particularmente atraentes devido à sua facilidade de produção em massa, seja por impressão em rolo ou pintura, e uma eficiência razoavelmente alta de 10%. Um exemplo da comercialização desse conceito é a empresa alemã Discrete, que produz um produto de concreto embutido em célula solar sensibilizado com corante. Seu processo usa um método de revestimento por pulverização para aplicar corantes orgânicos que geram eletricidade no concreto.

#### Armazenamento de energia
O armazenamento de energia tornou-se uma consideração importante para muitos métodos de geração de energia renovável, especialmente para métodos populares, como energia solar ou eólica, ambos produtores de energia intermitente que requerem armazenamento para uso constante. Atualmente, 96% do armazenamento de energia do mundo vem de hidrelétricas bombeadas, que usam o excesso de eletricidade gerada para bombear água para uma represa e, em seguida, permitir que caiam e acionem turbinas que produzem eletricidade quando a demanda excede a geração. O problema com a hidrelétrica bombeada, no entanto, é que a configuração requer geografias específicas que podem ser difíceis de encontrar. Um conceito semelhante que usa cimento em vez de água foi realizado pela Energy Vault, uma startup suíça. Eles criaram uma configuração que usa um guindaste elétrico cercado por pilhas de blocos de concreto de 35 toneladas, que podem ser produzidos a partir de resíduos, para armazenar energia usando o excesso de geração de energia para alimentar o guindaste para levantar e empilhar os blocos de concreto. Quando a energia é necessária, os blocos podem cair e o motor girado enviaria energia de volta à rede. A configuração teria uma capacidade de armazenamento de 25-80 MWh.

#### Outras melhorias
Existem muitas outras melhorias no concreto que não lidam diretamente com as emissões. Recentemente, muita pesquisa foi feita em concretos "inteligentes": concretos que usam sinais elétricos e mecânicos para responder a mudanças nas condições de carga. Uma variedade usa reforço de fibra de carbono que fornece uma resposta elétrica que pode ser usada para medir a tensão. Isso permite monitorar a integridade estrutural do concreto sem instalar sensores.
A indústria de construção e manutenção de estradas consome toneladas de concreto intensivo em carbono todos os dias para proteger a infraestrutura rodoviária e urbana. À medida que as populações crescem, esta infraestrutura torna-se cada vez mais vulnerável ao impacto dos veículos, criando um ciclo cada vez maior de danos e resíduos e um consumo cada vez maior de concreto para reparos (as obras rodoviárias agora são vistas em nossas cidades quase diariamente). Um grande desenvolvimento na indústria de infraestrutura envolve o uso de resíduos de petróleo reciclado para proteger o concreto de danos e permitir que a infraestrutura se torne dinâmica, capaz de ser facilmente mantida e atualizada sem perturbar as fundações existentes. Essa inovação simples preserva as bases para toda a vida útil de um empreendimento.
Outra área de pesquisa concreta envolve a criação de certos concretos “sem água” para uso na colonização extraplanetária. Mais comumente, esses concretos usam enxofre para atuar como um aglutinante não reativo, permitindo a construção de estruturas de concreto em ambientes com pouca ou nenhuma água. Esses concretos são, em muitos aspectos, distinguíveis do concreto hidráulico normal: eles têm densidades semelhantes, podem ser usados com reforços de metal existentes atualmente e, na verdade, ganham resistência mais rapidamente do que o concreto normal Esta aplicação ainda não foi explorada na Terra, mas com a produção de concreto representando até dois terços do uso total de energia de alguns países em desenvolvimento, vale a pena considerar qualquer melhoria.

### Alternativas ao concreto
De fato, existem muitas alternativas ao concreto. Um deles é o Concreto Verde, produzido a partir de resíduos reciclados de várias indústrias, e o outro é o Acre, um material feito de uma mistura de cal e água que age de forma semelhante ao cimento. A escória de forno preto também é uma forte alternativa feita de escória de ferro fundido em água, juntamente com Micro sílica, Papercrete, cimento composto e vidro pós-consumo.
Dependendo das quantidades necessárias ou usadas em geral e das quantidades necessárias, em combinação com outros materiais, para estabilidade estrutural por edifício, muitos outros materiais também têm um impacto negativo substancial no meio ambiente. Por exemplo, enquanto a pesquisa e o desenvolvimento para reduzir essas emissões estão em andamento, o aço foi responsável por ~8 % das emissões totais de gases de efeito estufa do mundo até 2021.
Argila
As misturas de argila são um material de construção alternativo ao concreto com menor pegada ambiental. Em 2021, foi concluído o primeiro protótipo de casa impressa em 3D, Tecla, impresso a partir de solo e água de origem local, bem como fibras de casca de arroz e um fichário. Tais edifícios podem ser muito baratos, bem isolados, estáveis e à prova de intempéries, adaptáveis ao clima, personalizáveis, produzidos rapidamente, requerem apenas muito pouco trabalho manual facilmente aprendido, requerem menos energia, produzem muito pouco desperdício e reduzem as emissões de carbono do concreto.

## Escoamento superficial
O escoamento superficial, quando a água escorre de superfícies impermeáveis, como concreto não poroso, pode causar erosão severa do solo e inundações. O escoamento urbano tende a acumular gasolina, óleo de motor, metais pesados, lixo e outros poluentes das calçadas, estradas e estacionamentos. Sem atenuação, a cobertura impermeável em uma área urbana típica limita a percolação das águas subterrâneas e causa cinco vezes a quantidade de escoamento gerado por uma floresta típica do mesmo tamanho. Um relatório de 2008 do Conselho Nacional de Pesquisa dos Estados Unidos identificou o escoamento urbano como uma das principais fontes de problemas de qualidade da água .
Em uma tentativa de neutralizar os efeitos negativos do concreto impermeável, muitos novos projetos de pavimentação começaram a usar concreto permeável, que fornece um nível de gerenciamento automático de águas pluviais. O concreto permeável é criado pela colocação cuidadosa de concreto com proporções de agregado especificamente projetadas, o que permite que o escoamento superficial se infiltre e retorne às águas subterrâneas. Isso evita inundações e contribui para o reabastecimento das águas subterrâneas. Se projetado e colocado em camadas adequadamente, o concreto permeável e outras áreas discretamente pavimentadas também podem funcionar como um filtro automático de água, impedindo a passagem de certas substâncias nocivas, como óleos e outros produtos químicos. Infelizmente, ainda existem desvantagens nas aplicações em larga escala de concreto permeável: sua resistência reduzida em relação ao concreto convencional limita o uso em áreas de baixa carga e deve ser colocado adequadamente para reduzir a suscetibilidade a danos por congelamento e degelo e acúmulo de sedimentos.

## Calor urbano
Tanto o concreto quanto o asfalto são os principais contribuintes para o que é conhecido como efeito de ilha de calor urbana . De acordo com o Departamento de Assuntos Econômicos e Sociais das Nações Unidas, 55% da população mundial reside em áreas urbanas e projeta-se que 68% da população mundial será urbana em 2050; Além disso, "o mundo está projetado para adicionar 230 bilhões de m2 (2,5 trilhões de pés2) de edifícios até 2060, ou uma área igual a todo o atual estoque global de edifícios. Isso é o equivalente a adicionar uma cidade inteira de Nova York ao planeta a cada 34 dias pelos próximos 40 anos". Como resultado, as superfícies pavimentadas representam uma grande preocupação devido ao consumo adicional de energia e à poluição do ar que causam.
O potencial de economia de energia dentro de uma área também é alto. Com temperaturas mais baixas, a demanda por ar condicionado teoricamente diminui, economizando energia. No entanto, a pesquisa sobre a interação entre pavimentos refletivos e edifícios descobriu que, a menos que os edifícios próximos sejam equipados com vidro refletivo, a radiação solar refletida nos pavimentos pode aumentar a temperatura do edifício, aumentando as demandas de ar condicionado.
Além disso, a transferência de calor dos pavimentos, que cobrem cerca de um terço de uma cidade típica dos Estados Unidos, também pode influenciar as temperaturas locais e a qualidade do ar. Superfícies quentes aquecem o ar da cidade por convecção, portanto, o uso de materiais que absorvem menos energia solar, como pavimentos de alto albedo, pode reduzir o fluxo de calor para o ambiente urbano e moderar a UHIE. Albedos variam de cerca de 0,05 a cerca de 0,35 para superfícies de materiais de pavimentos usados atualmente. Ao longo de uma vida útil típica, materiais de pavimento que começam com alto albedo tendem a perder refletância, enquanto aqueles com baixo albedo inicial podem ganhar refletância
O Design Trust for Public Space descobriu que, ao aumentar ligeiramente o valor do albedo na cidade de Nova York, efeitos benéficos, como economia de energia, podem ser alcançados., pela substituição do asfalto preto por concreto de cor clara. No entanto, no inverno, isso pode ser uma desvantagem, pois o gelo se formará mais facilmente e permanecerá mais tempo em superfícies de cores claras, pois elas estarão mais frias devido à menor energia absorvida pela menor quantidade de luz solar no inverno.
Outro aspeto a ter em conta é o efeito do conforto térmico, bem como a necessidade de mais estratégias de mitigação, que não ameacem a saúde e o bem-estar dos peões sobretudo durante as ondas de calor. Um estudo publicado na Building and Environment em 2019 realizou experimentos para projetar o impacto de ondas de calor e interações de materiais de alto albedo na cidade de Milão, no norte da Itália. Calculando o "Índice de Conforto ao Ar Livre do Mediterrâneo" (MOCI) na presença de uma onda de calor, onde materiais de alto albedo foram usados em todas as superfícies. O estudo identificou uma deterioração do microclima onde grandes quantidades de materiais de alto albedo foram localizadas. Verificou-se que o uso de materiais de alto albedo "leva ao estabelecimento de múltiplas inter-reflexões e um consequente aumento nas variáveis micrometeorológicas, como temperaturas radiantes médias e temperaturas do ar. Para ser mais detalhado, essas mudanças levam a um aumento do MOCI que no período da tarde pode chegar a 0,45 unidades".
As configurações urbanas globais devem continuar a ser uma preocupação na tomada de decisões, uma vez que as pessoas estão expostas a condições climatéricas e de conforto térmico. O uso de materiais de alto albedo em um ambiente urbano pode ter um efeito positivo com a combinação adequada de outras tecnologias e estratégias, como: vegetação, materiais refletivos, etc. As medidas de mitigação do calor urbano podem minimizar os impactos no microclima, bem como nos habitats humanos e da vida selvagem.

## Pó de concreto
A demolição de edifícios e desastres naturais, como terremotos, geralmente liberam uma grande quantidade de pó de concreto na atmosfera local. Concluiu-se que a poeira de concreto é a principal fonte de poluição do ar perigosa após o terremoto do Grande Hanshin .

## Contaminação tóxica e radioativa
A presença de algumas substâncias no concreto, incluindo aditivos úteis e indesejados, pode causar problemas de saúde. Elementos radioativos naturais ( K, U, Th e Rn ) podem estar presentes em várias concentrações em habitações de concreto, dependendo da fonte das matérias-primas utilizadas. Por exemplo, algumas pedras emitem radônio naturalmente, e o urânio já foi comum em resíduos de minas. Substâncias tóxicas também podem ser usadas involuntariamente como resultado da contaminação de um acidente nuclear . Poeira de entulho ou concreto quebrado durante a demolição ou desmoronamento pode causar sérios problemas de saúde, dependendo também do que foi incorporado ao concreto. No entanto, a incorporação de materiais nocivos no concreto nem sempre é perigosa e pode, de fato, ser benéfica. Em alguns casos, a incorporação de certos compostos como metais no processo de hidratação do cimento os imobiliza em um estado inofensivo e impede que sejam liberados livremente em outros lugares.

## Reciclagem de concreto

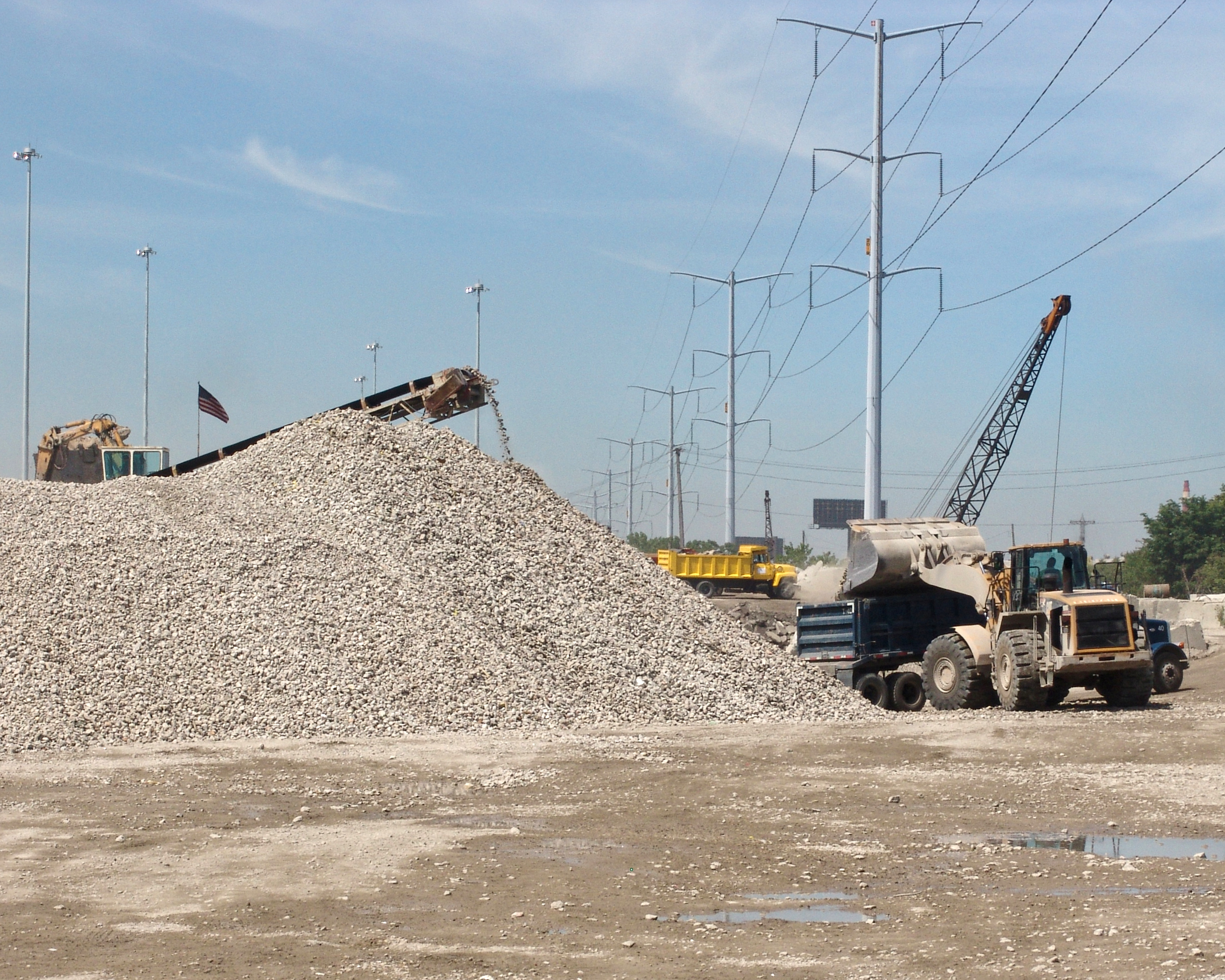
Concreto triturado reciclado sendo carregado em um caminhão basculante para ser usado como enchimento granulado

A reciclagem de concreto é um método cada vez mais comum de descarte de estruturas de concreto. Detritos de concreto já foram enviados rotineiramente para aterros sanitários para descarte, mas a reciclagem está aumentando devido à melhoria da consciência ambiental, leis governamentais e benefícios econômicos. Para reciclagem do concreto endurecido, utiliza-se um britador especial para essa finalidade. O agregado produzido na britagem das sobras de concreto endurecido é conhecido como “agregado reciclado”. No caso do concreto fresco, há dois tipos de reciclagem: o primeiro é feito com um aditivo estabilizador, que mantém o concreto hidratado e fresco por mais tempo; e o segundo envolve equipamentos mecânicos (recicladores) e a lavagem forçada do material, com água sob pressão, que separa o cimento dos agregados. O agregado obtido deste processo de reciclagem é conhecido como “agregado recuperado”.